# Psychedelic Shack
Albums de The Temptations
Puzzle People
(1969) Live at London's Talk of the Town
(1970)
Singles
1. Psychedelic Shack
Sortie : 28 décembre 1969

Psychedelic Shack est un album studio du groupe The Temptations sorti en mars 1970.

## Titres
Toutes les chansons sont de Norman Whitfield et Barrett Strong.

### Face 1
1. Psychedelic Shack – 3:51
2. You Make Your Own Heaven and Hell Right Here on Earth – 2:46
3. Hum Along and Dance – 3:53
4. Take a Stroll Thru Your Mind – 8:37

### Face 2
1. It's Summer – 2:36
2. War – 3:11
3. You Need Love Like I Do (Don't You) – 3:58
4. Friendship Train – 7:49

## Musiciens
- Dennis Edwards : chant principal (1, 2, 3, 4, 6, 8), chœurs
- Eddie Kendricks : chant principal (1, 2, 3, 4, 7), chœurs
- Paul Williams : chant principal (1, 3, 5), chœurs
- Melvin Franklin : chant principal (1, 2, 3, 4, 5, 6), chœurs
- Otis Williams : chant principal (1, 2, 3, 4), chœurs
- The Funk Brothers : instrumentation